# Xã Lafayette, Quận McKean, Pennsylvania
Xã Lafayette (tiếng Anh: Lafayette Township) là một xã thuộc quận McKean, tiểu bang Pennsylvania, Hoa Kỳ. Năm 2010, dân số của xã này là 2.350 người.